# Go Your Own Way

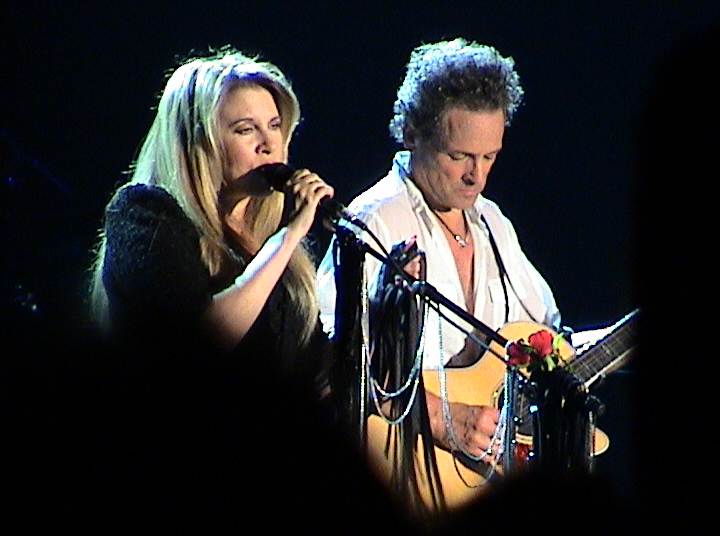
Stevie Nicks und Lindsey Buckingham (2003)

Go Your Own Way ist ein Lied von Fleetwood Mac aus dem Album Rumours (1977) und wurde als erste Single im Dezember 1976 veröffentlicht. Der von Lindsey Buckingham geschriebene und gesungene Song wurde der erste Top-Ten-Hit der Band in den Vereinigten Staaten.
Go Your Own Way wurde von dem Musikmagazin Rolling Stone 2010 auf Platz 120 der 500 besten Songs aller Zeiten gesetzt (2021 auf Platz 401). Eine Jury des Blattes setzte den Song auf Platz zwei ihrer Liste der 50 besten Fleetwood Mac-Songs.
Der Text handelt von der Trennung von Buckingham und Stevie Nicks.

## Komposition
Go Your Own Way wurde in einem Haus geschrieben, das die Band zwischen den Etappen ihrer Fleetwood-Mac-Tour in Florida gemietet hatte. Mick Fleetwood, der Schlagzeuger der Band, erinnerte sich, dass das Haus „eine ausgesprochen schlechte Stimmung hatte, als ob es dort spuken würde, was der Sache nicht gerade zuträglich war …“. Für den ersten Song, den Buckingham für Rumours schrieb, spielte er die Akkordfolge und sang in einer Art Bewusstseinsstrom die erste Zeile: „Loving you isn’t the right thing to do.“ 1976 ging die Beziehung zwischen Stevie Nicks und Lindsey Buckingham zu Ende und sie stritten oft.

## Aufnahme

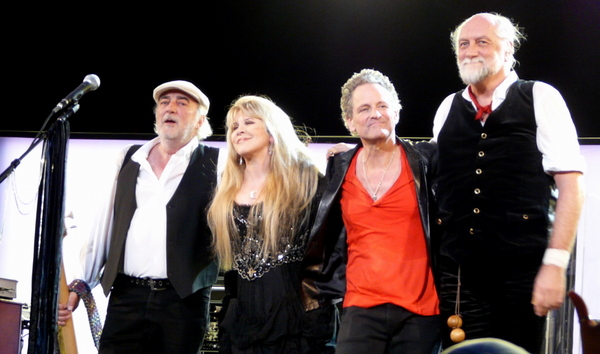
Fleetwood Mac (2009)

Inspiriert durch das Schlagzeug von Street Fighting Man der Rolling Stones versuchte Buckingham, eine Variation des Grooves in Go Your Own Way anzuregen; bei Street Fighting Man wechselt die Betonung zwischen Tomtom und Snare Drum. Ken Caillat, der Produzent von Fleetwood Mac, bemerkte Buckinghams Enthusiasmus, als er Fleetwood den Schlagzeugpart demonstrierte: „Ich erinnere mich, wie er Mick (Fleetwood) zeigte, was er wollte – er war so lebhaft wie ein kleines Kind und spielte diese Air-Tom-Fills... Mick war sich nicht sicher, ob er das tun konnte, was Lindsey wollte, aber er machte einen großartigen Job, und der Song kam gut an.“ Fleetwood entwickelte seine eigene Variante des Grooves, bei dem er zwischen den Tomtom-Schlägen  mit der Basstrommel einen Akzent setzte.
Ursprünglich hatte John McVie einen lebhafteren und fülligeren Bass-Part aufgenommen, der dem Song ein „Country-Gefühl“ verlieh. Um zu verhindern, dass die Strophen zu schwammig wurden, bat Buckingham ihn um geradlinige Achtelnoten; er gewährte McVie mehr Freiheit bei den Refrains, die er mit einer melodischeren Basslinie eröffnete. Dann wurden Overdubs von elektrischen und akustischen Gitarren, mehrschichtigem Hintergrundgesang und verschiedenen Schlaginstrumenten  aufgenommen.
Es gab Schwierigkeiten, ein passendes Gitarrensolo zu finden, so dass Caillat, der in den Weihnachtsferien in Lake Tahoe weilte, in die Criteria Studios zurückgerufen wurde, um das Stück fertigzustellen. Caillat kreierte das Solo, indem er sechs verschiedene Gitarren-Aufnahmen zusammenschnitt; trotz der Entstehung fand Caillat es „nahtlos“.

## Liedtext
Buckingham schrieb Go Your Own Way als Reaktion auf die Trennung von Stevie Nicks, die er seit seinem 16. Lebensjahr kannte. „Ich war völlig am Boden zerstört, als sie abgehauen ist“, sagte Buckingham. „Und doch musste ich Hits für sie schreiben. Ich musste eine Menge Dinge für sie tun, die ich eigentlich nicht tun wollte. Und doch habe ich sie getan. Auf einer Ebene war ich also ein absoluter Profi, indem ich mich darüber hinweggesetzt habe, aber ich trug viele Jahre lang eine Menge aufgestauter Frustration und Wut auf Stevie in mir.“ Das Schreiben des Songs half Buckingham, sich mit der Realität abzufinden, trotz des Zerwürfnisses mit Nicks.
Als Nicks den Song hörte, verlangte sie von Buckingham, die Zeile „Packing up, shacking up is all you wanna do“ (Einpacken, [mit anderen Männern] in wilder Ehe leben, ist alles, was Du tun willst) zu entfernen. Buckingham hielt jedoch an dem Text fest. Nicks erklärte später ihre Gefühle bezüglich dieser Zeile: „Ich habe es ihm sehr übel genommen, dass er der Welt erzählt hat, dass ‚Packing up, shacking up‘ mit verschiedenen Männern alles war, was ich tun wollte“, erklärte sie dem Magazin Rolling Stone. „Er wusste, dass es nicht stimmte. Es war einfach die blanke Wut, die aus ihm sprach. Jedes Mal, wenn diese Worte auf der Bühne fielen, hätte ich rübergehen und ihn umbringen können. Ihm war das bewusst, womit er mich erst recht auf die Palme gebracht hat. Es war wie: ‚Ich werde dich leiden lassen, weil du mich verlassen hast.‘ Und wie ich gelitten habe.“

## Besetzung
- Lindsey Buckingham – E-Gitarren, 12-saitige Akustikgitarre, Leadgesang, Backgroundgesang
- Stevie Nicks – Hintergrundgesang
- Christine McVie – Hammondorgel, Hintergrundgesang
- John McVie – Bassgitarre
- Mick Fleetwood – Schlagzeug, Maracas, Zimbeln

## Kommerzieller Erfolg

### Chartplatzierungen
| ChartsChartplatzierungen       | Höchstplatzierung | Wochen |
| ------------------------------ | ----------------- | ------ |
| Deutschland (GfK)              | 11 (21 Wo.)       | 21     |
| Vereinigte Staaten (Billboard) | 10 (15 Wo.)       | 15     |
| Vereinigtes Königreich (OCC)   | 38 (15 Wo.)       | 15     |

| ChartsJahrescharts (1977)      | Platzierung |
| ------------------------------ | ----------- |
| Vereinigte Staaten (Billboard) | 94          |

| ChartsJahrescharts (2023)    | Platzierung |
| ---------------------------- | ----------- |
| Vereinigtes Königreich (OCC) | 91          |

### Auszeichnungen für Musikverkäufe
| Land/Region                  | Auszeichnungen für Musikverkäufe (Land/Region, Auszeichnung, Verkäufe) | Verkäufe  |
| ---------------------------- | ---------------------------------------------------------------------- | --------- |
| Dänemark (IFPI)              | Platin                                                                 | 90.000    |
| Italien (FIMI)               | Gold                                                                   | 50.000    |
| Neuseeland (RMNZ)            | 9× Platin                                                              | 270.000   |
| Spanien (Promusicae)         | Gold                                                                   | 30.000    |
| Vereinigtes Königreich (BPI) | 5× Platin                                                              | 3.000.000 |
| Insgesamt                    | 2× Gold · 15× Platin ·                                                 | 3.440.000 |

Hauptartikel: Fleetwood Mac/Auszeichnungen für Musikverkäufe

## Andere Versionen
Die US-amerikanische Girlgroup Wilson Phillips nahm 2004 eine Coverversion von Go Your Own Way für ihr Coveralbum California auf. Der Song erreichte Platz 13 der Billboard Adult Contemporary Charts. Als Interpretation der Alternative-Rock-Band Seaweed ist der Song Teil des Soundtracks zur Filmkomödie Clerks – Die Ladenhüter von 1994.
Im Jahr 2011 sang Lea Michele in der amerikanischen Musical-Comedy-Serie Glee den Song in der Folge Rumours der zweiten Staffel.
2012 erreichte die amerikanische Songschreiberin Lissie mit ihrer Coverversion ebenfalls die Charts. Diese Interpretation wurde im Soundtrack des Films Safe Haven – Wie ein Licht in der Nacht verwendet. Im Film Forrest Gump wurde das Originallied verwendet.